# Aladdin Gedik Jameel

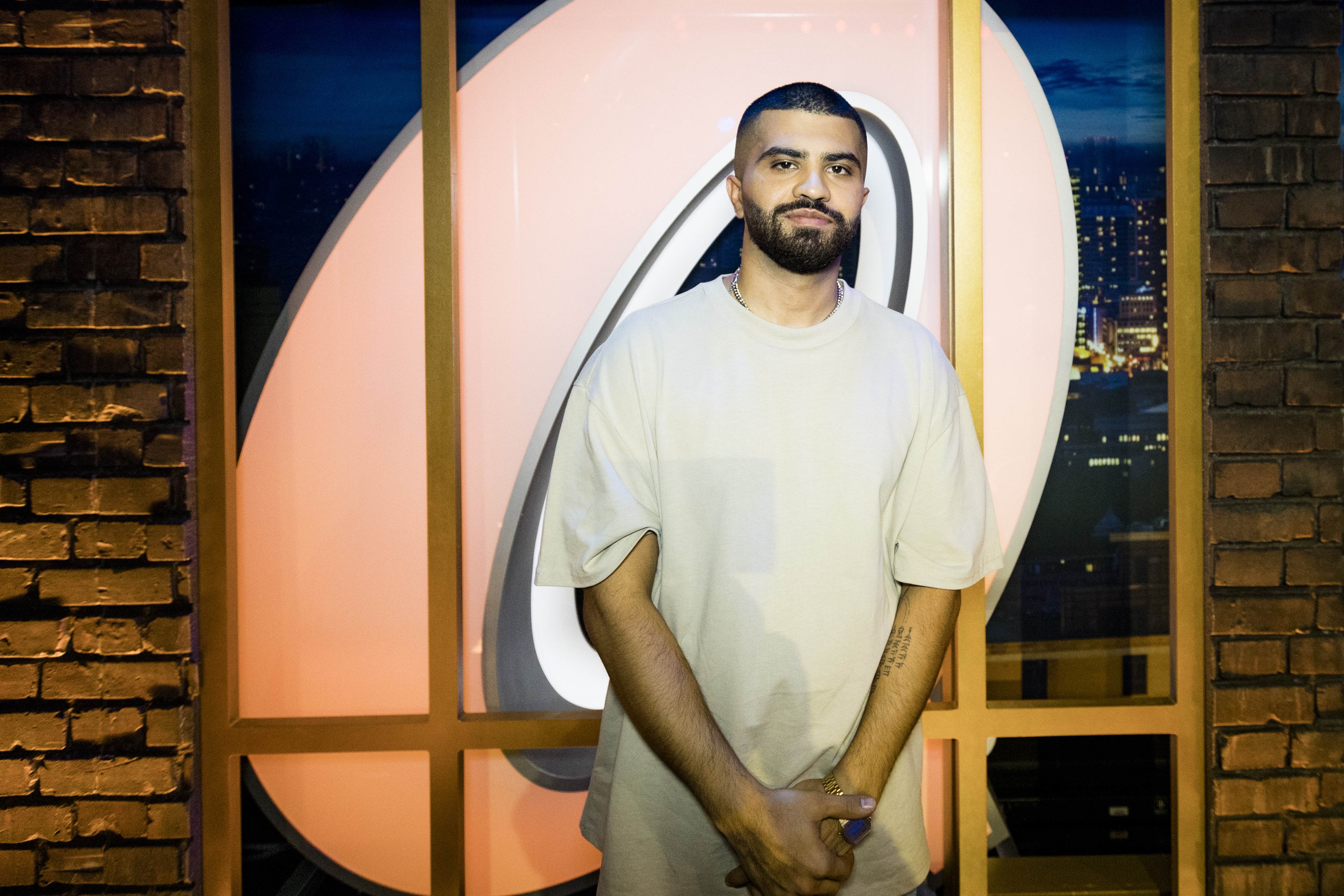
Aladdin Gedik Jameel (2020)

Aladdin Gedik Jameel (* 13. November 1991 in Kirkuk, Irak als Aladdin Gedik) ist ein Stand-up-Komiker irakischer Abstammung mit türkmenisch-kurdisch-arabisch-assyrischen Wurzeln. Sein Wohnort ist Wien, aufgewachsen ist er in Istanbul und Wien. Seine orientalischen Wurzeln spielen eine große Rolle in seinen Auftritten, in denen er auch über die schweren Zeiten seines Lebens erzählt.

## Leben
Aladdin Gedik Jameel wurde 1991 in Kirkuk während des Golfkriegs geboren. Aladdin verbrachte die ersten vier Jahre seines Lebens mit seiner alleinerziehenden Mutter, seiner Schwester, seiner Großmutter und seinem Onkel im Irak. 1995 wanderte er mit seiner Familie nach Istanbul aus, wo sie sechs Jahre lang lebten. Durch seinen damaligen Stiefvater bekam Jameel die türkische Staatsbürgerschaft und den Nachnamen Gedik. Jameel ging in Istanbul zur Schule und war kurze Zeit in einer Fußballakademie von Beşiktaş.
Im Jahr 1999 flüchtete die Familie zum ersten Mal nach Wien, wurde dort jedoch nach drei Monaten abgeschoben und musste nach Istanbul zurückkehren. Zwei Jahre und diverse Gerichtsverhandlungen später gelang schließlich die Flucht zurück nach Wien, wo er seitdem lebt. In Wien angekommen absolvierte Jameel die vierte Klasse der Grundschule und lernte in einem Jahr die deutsche Sprache. Aufgrund gesetzlicher Gegebenheiten durfte er nicht benotet werden und wechselte danach direkt auf die Hauptschule. Hier machte sich schnell Resignation breit. Drogenverkäufe und Schlägereien gehörten fortan zum Alltag. Jameel wurde aus einigen Schulen rausgeworfen und begann mit 16 Jahren eine Lehre zum Nachrichtentechniker und probierte sich in verschiedenen Jobs aus.
Arbeitslosigkeit, depressive Verstimmungen und Langeweile trieben ihn mit 25 Jahren dazu, seinem Leben eine andere Richtung zu geben. Familienmitglieder und Freunde zwangen ihn im Jahr 2017 zu seinem ersten Comedy-Auftritt bei einem Open Mic in Wien. Jameel entdeckte seine Liebe zur Stand-up-Comedy und gab seinem Leben eine neue Perspektive. Getrieben von seiner Liebe zur Stand-up-Comedy trat Jameel mehrmals wöchentlich auf Open Mics auf und begann schnell, seine eigenen Shows zu hosten. Nach einem Jahr begann er, auch auf Bühnen in Berlin aufzutreten und bei Wettbewerben wie Nightwash und der Quatsch Comedy Talentschmiede anzutreten, wo er den 2. Platz erreichte. Er wurde schließlich vom Comedian Benaissa Lamroubal eingeladen, ihn auf seiner Tour als Voract zu begleiten. 2020 trat er in zwei Folgen des Quatsch Comedy Clubs auf.

## Auftritte (Auswahl)
- 2019: Puls4 Comedy Grenzgänger[3]
- 2019: Vorstadtweiber, Staffel 5, Folge 41 (ORF1), Rolle: Gökhan[4]
- 2019: Mach Turbo Comedy Club[5]
- 2020: Nightwash (Düsseldorf)
- 2020: SKY Quatsch Comedy Club (2 Folgen)[6]